# Роман о семи римских мудрецах
О восточном первоисточнике см. Книга о семи мудрецах
«Роман о семи римских мудрецах» — стихотворный псевдоисторический роман на старофранцузском языке, сложившийся в третьей четверти XII века. Позже был переписан прозой, переведён с некоторыми изменениями на латинский язык, и эта обработка, как считают исследователи, послужила основой для создания многочисленных литературных произведений на основных средневековых европейских языках, в том числе и для древнерусской версии.

## Происхождение
Сюжет восточного (индийского) происхождения («Книга о семи мудрецах»), распространён был во всей Европе. Следует отметить, что до сегодняшнего дня не обнаружено никаких следов существования этого произведения в древнеиндийской литературе, что возможно объясняется тем, что в окончательном виде оно сформировалось уже на персидской почве. На роман оказали влияние ближневосточные версии (арабские, еврейские).
Роман в его стихотворном варианте сохранился в единственной рукописи № 1553 Национальной библиотеки Франции, а также в виде фрагмента (около 2000 стихов) Муниципальной библиотеки Шартра.

## Сюжет
Структурно он близок по типу так называемой обрамленной повести: могущественный римский король Веспасиан поручает воспитание своего сына семи мудрецам (Бансилл, Лентул, Катон, Малкид, Йессей, Дамн и Берус). Воспитание идёт успешно. Вторая жена короля, мачеха королевича, хитрая, мстительная и самолюбивая женщина, возбуждает гнев отца против его наследника, желая предоставить престол своим детям. Инфант теряет на семь дней дар слова и, будучи нем, не может оправдаться перед отцом. Король приказывает казнить сына, убеждённый апологом жены, что следует избавиться от дурного дерева, чтобы оно не повредило хороших. Семь мудрецов являются защитниками оклеветанного королевича. Каждый из них произносит перед королём поучительную повесть (одна из них представляет собой распространённый сюжет о собаке, которая спасла мальчика, но была убита своим хозяином). Королева противопоставляет им новые апологии; казнь отсрочивается в течение семи дней. Наконец, королевичу возвращается дар слова, и он легко оправдывается, а интриганку сжигают на костре:
Зажгли; злодейку тащат; пламя
Бросается, бушуя к даме...
Об исповеди не прося,
К творцу молитв не вознеся,
Ни к матери его, сгорела —
Конец достойный злого дела:
Душа умчалась, плоть зола.

Чего искала то нашла.
«История оклеветанного мачехой царевича» представляет собой «бродячий» сюжет, который широко представлен в различных культурах и исторических эпохах (Бата и жена его старшего брата Анупа, сын Ашока и его жена, жена Потифара и Иосиф, Пелей и Астидамия, Беллерофонт и Сфенебея, Федра и Ипполит, Сиявуш и Судабе и др.).

## Циклизация
Во второй половине XIII века роман был пересказан прозой и вызвал многочисленные продолжения, сложившиеся в цикл. Строился он по принципу генеалогической циклизации. В «Романе о семи мудрецах» фигурирует один из этой семёрки — Катон. Следующий роман серии («Роман о Марке римлянине») посвящён его сыну, приближенному императора Диоклетиана. Марк женится на Лаурине, дочери византийского императора Отона. У них рождается сын Лаурин. Ему посвящён «Роман о Лаурине». Лаурин в свою очередь женится на дочери царя Фригии, и у него родится сын Кассидор, юным годам которого посвящён «Роман о Кассидоре». Среди детей Кассидора выделяются два сына (от разных браков): Элькан и Пельярмин. Каждому из них также посвящено по роману («Роман о Пельярмине» ещё не издан; не издан также и последний роман цикла — «Канор»).
Вся эта серия романов — псевдоисторическая. Хотя протагонистами произведений оказываются византийские и римские императоры, короли Испании, Арагона, германские герцоги, их придворные и т. д., к реальным историческим личностям они отношения не имеют. Действие этих книг разворачивается во многих уголках средневековой Европы — в Византии, Греции, Италии, Германии, Провансе, Испании, даже далекой Британии, а также на Ближнем Востоке (Галилея). Этот широкий географический фон отразил расширение горизонтов, вызванное крестовыми походами.